# Blow My Fuse
Albums de Kix
Midnite Dynamite
(1985) Hot Wire
(1991)
Blow My Fuse est le quatrième album studio du groupe Kix sous le label Atlantic Records sortie en 1988.

## Liste des morceaux
1. Red Lite, Green Lite, TNT - 3:54 - (Purnell, Whiteman, Tanner, Reede)
2. Get It While It's Hot - 4:24 - (Purnell, Brown)
3. No Ring Around the Rosie - 4:34 - (Purnell, Rhodes)
4. Don't Close Your Eyes - 4:15 - (Purnell, Halligan)
5. She Dropped Me the Bomb - 3:46 - (Purnell, Palumbo)
6. Cold Blood - 4:16 - (Purnell, Rhodes)
7. Piece of the Pie - 3:48 - (Purnell, Whiteman, Tanner, Reede)
8. Boomerang - 3:44 - (Purnell)
9. Blow My Fuse - 4:00 (Purnell)
10. Dirty Boys - 3:42 - (Purnell, Palumbo)

## Composition du groupe
- Steve Whiteman - Chants, saxophone
- Ronnie Younkins - Guitare Rythmique & Guitare Solo
- Brian Forsythe - Guitare Rythmique & Guitare Solo
- Donnie Purnell - Basse, Claviers, Chœurs
- Jimmy Chalfant - Batterie, Chœurs